# 極道主夫
《極道主夫》是日本漫畫家おおのこうすけ創作的日本漫畫作品。於漫畫網站「Kurage Bunch」（新潮社）2018年2月23日進行連載。
描述前最凶黑道的現任家庭主夫，綽號不死身阿龍日常生活的人情喜劇漫畫。
2020年10月11日推出由玉木宏主演的真人電視劇版。同年10月27日，Netflix宣布在2021年4月推出由Netflix獨占、J.C.STAFF製作的動畫版，並向全球發行。
2021年8月，漫畫銷售量總計突破400萬本。漫畫在2018年下一部人氣漫畫大賞排行網路漫畫組第3名，2019年時和《act-age 新世代演員》、《汗水和皂香》、《藥師少女的獨語》、《終末的女武神》獲頒宮脇書店主辦的Miyawaki Comic Awards（ミヤコミ）2019，獲選2023年BookLive讀者票選搞笑/喜劇類漫畫第1名。

## 登場人物
- 聲音為漫畫預告片和網路動畫配音的聲優，演出分別是真人版預告片和電視劇中演出的演員。

### 主要角色
阿龍（／）
聲優：津田健次郎（PV／動畫）
演員：津田健次郎（PV） / 玉木宏（電視劇）
本作主角，被稱為不死身阿龍的前最凶黑道，過去是辰崎組成員。因為與美久相識結婚而金盆洗手並成為專業主夫。是一位從擅長料理，洗衣服，掃除等各種家事以及必須使用的道具到精通附近超市特賣、商店街，町內會以及當地情報的家事高手，但是酒量不佳。言行中由於仍帶有原來的黑道氣質或黑話，所以偶爾能看到他與交談對象間的認知會因此產生極大的落差，甚至鬧出不少笑話。漫畫第68話透露擅長高爾夫球。
電視劇版中，女兒向日葵常常只稱他叫做「阿龍」而對他保持較冷漠的態度。故事開始的2年前去全家超商找自己的小弟阿雅的時候，遇見在同樣地方打工的美久而因此相戀結婚，這個橋段則是電視劇版的原創劇情，原作與美久如何相識的過程則不明。
美久（／）
聲優：坂本真綾（PV）、伊藤靜（動畫）
演員：坂本真綾（PV，配音） / 川口春奈（電視劇）
26岁。阿龍的妻子。個性直爽帥氣，在與龍第一次見面時獨自將渾身是血的龍扛回家。在職場上勤奮且能幹，但家事能力從料理開始，與父親一樣粗枝大葉又糟糕。愛喝可樂，也喜歡動畫和電玩。本作中是動畫作品波麗嬌娃的狂粉。一旦醉酒會作出讓眾人驚愕的行為，雖個性極像男孩子但意外的是個美人。和阿龍共養一隻會經常外出的寵物貓「阿銀」。
電視劇版中有個可靠的女兒・向日葵，但他與阿龍沒有血緣關係，第5話中能夠了解向日葵是美久大學時生的孩子，原作與阿龍相識前為單身。
雅（／）
聲優：鈴村健一（PV）、興津和幸（動畫）
演員：志尊淳（電視劇）
辰崎組的前成員，也是阿龍的小弟。被阿龍影響開始學習家務和生活常識。稱呼美久「大姐」。後來開始利用網路直播賺取利潤，但在直播過程中因為表達詞彙有限造成效果不佳，因為受邀參加直播的阿龍以黑社會風格比喻試吃食材，令人氣上升。
電視劇版中對於咖啡店的服務生大前由佳里一見鍾情而開始追求她。
阿銀
聲優 - M・A・O（動畫）
演員 - マシロ（電視劇）
阿龍與美久飼養的貓。牠的日常生活則會作為每集單行本卷末的附錄內容。

### 黑道角色
虎二郎（／）
聲優：細谷佳正（PV／動畫）
演員：瀧藤賢一（電視劇）
與阿龍實力相當而擁有「剛拳之虎」稱號的超武鬥派前黑道。因為過去的鬥爭而因此在鬼瓦監獄服刑，出獄後由於所屬的組織已經潰散，所以轉型經營快餐車販賣可麗餅以及珍珠奶茶維生。料理的實力不輸給阿龍。喜歡甜甜圈。
G-GODA
聲優：木村昴（PV）
本名剛田。是過去被阿龍摧毀的平子組成員。現在則以嘻哈歌手身分維生，在街上遇到阿龍後與他進行一場Free Style的嘻哈對決。
熊熊★BEARS老大
聲優：間宮康弘（動畫）
黑道組織「熊熊★BEARS」領導者，熱愛且擅長打排球‧在社區排球聯誼賽中和阿龍與當地婦友會建立交情。漫畫第62話和阿龍的岳父進行俳句比賽，最終以雙方平手收場。
酉井雲雀
聲優：田中敦子（動畫）
演員：稻森泉（電視劇）
黑道組織「酉井組」老大的未亡人，散發著強勢的氣質，因為其出色才幹深受黑道敬重。丈夫過世後為了照顧組內成員生計而開始兼差。典型的愛貓人士。
電視劇版中改名成江口雲雀，而且丈夫依然在世，此外在超市打工的理由也與漫畫版不同。
組長
聲優：大塚芳忠（動畫）
演員：竹中直人（電視劇）
本名不詳，阿龍還在黑道期間的前輩，在阿龍金盆洗手後自己亦因為年事已高選擇退休。典型的愛狗人士。
電視劇版中改名成江口菊次郎，並且是雲雀的丈夫，還希望阿龍可以回到組裡為他效力。
國巳
聲優：福島潤（動畫）
黑道組織「國巳組」的份子，在外出駕車期間意外發生車禍，被剛好撞進車裡的阿龍拖著參加清倉大拍賣。事後阿龍得知其家境貧困，特地將一雙針織手套贈予他的孩子。
桃麻
秋津聯合會長的孫子，個性高傲。在海灘挖蛤蜊時不慎被杏撞到，因為嘲諷杏是個醜女被其搧打耳光，展開挖蛤蜊競賽但敗給杏，請求和杏交友獲得冷回應。
杏
前辰崎組組長的外孫女，外祖父擁有「東方暴君」的外號。平常個性開朗但生氣時判若兩人。在海灘挖蛤蜊時不慎撞到桃麻致歉，由於對桃麻高傲的態度和被嘲諷醜女而搧打對方耳光，在挖蛤蜊競賽透過阿龍用鹽引出貝類透氣而獲勝。

### 社區角色
酒井・佐渡島
聲優：野川雅史、柳田淳一（動畫）
演員：中優一郎（PV） / 古川雄大、安井順平（電視劇）
阿龍居住地區的警官。基本上都是以雙人組形式出現（真人預告是單人）出現在街區巡邏，有好幾次因為阿龍的舉動而對他進行盤查。漫畫第67話同意阿龍委託，收養美久的同事委託飼養的倉鼠豆太郎。
長井
中年警察，相當在意曾為黑道知名人物的龍，曾因為誤會龍從事毒品交易遂帶著部屬追趕對方，在釐清誤會後欽佩於龍的手藝。
住吉
年輕女警，任職生活安全課。在第72話中登場，與長井一同開辦治安講座，過程中展現出非凡的、連龍也讚歎的身手。
蝶野
聲優：齊藤貴美子（動畫）
社區的婦友會會長。因為為人和藹可親且經常從事志工活動，有著「菩薩心腸」的外號，經常委託龍協助婦友會的活動，主動引薦龍加入婦友會。
橫尾
聲優：小島幸子（動畫）
婦友會成員，因為擅長在特賣活動期間橫掃貨物而獲得「維京戰士」的外號。
小林
聲優：所河ひとみ（動畫）
婦友會成員，為人精打細算，因為擅用勤約節儉技巧，以至於為自己存到能夠購買名車的預算，所以擁有「煉金術師」的外號。
新井
聲優：橘U子（動畫）
婦友會成員，因為擅長打高爾夫球，有著「高爾夫領主」的外號。
堤下
婦友會成員，通曉各種大小傳聞和情報，有著「媒體之王」的外號。
寺田
聲優：城内由茄子（動畫）
婦友會成員，因為極度熱衷社區清掃街道的活動，有著「清道夫」的外號。
北川
聲優：勝生真沙子（動畫）
婦友會成員兼社區花藝教室的教師，有著「花師」的外號。起先認為龍品味不足而反對他加入婦友會，為了讓龍增強生活品味而提供自己的花藝課程表給龍參訓。事後認可並同意龍加入婦友會。
福田
聲優：鈴木れい子（動畫）
婦友會理事長，因為出身自有著400年歷史的福田家，有著「大地主」的外號。
亮太
聲優：田村睦心（動畫）
社區家長教師聯誼會成員的兒子，與阿龍初次見面時認為龍是一個讓人感覺到可怕的叔叔。後來釐清誤會後，會經常來找阿龍。

### 家屬角色
美久的父親
聲優：日野聰（動畫）
演員：正名僕蔵
阿龍的岳父，和女兒同樣不擅長家務，但擁有快手切菜的特技。對於女兒選擇龍做為結婚對象、以及龍時常散發讓人畏懼的感覺五味雜陳。擅長俳句而自組了名為「雀會」的作詩會，除了跟女兒美久一樣不擅長家務外，廚藝方面甚至可以達到災難等級，因此龍每次和美久一同回老家做客時都很怕岳父突然做起家務事。
美久的母親
聲優：進藤尚美（動畫）
演員：江原由希子
阿龍的岳母，家務能力遠高過龍的家庭主婦，經常負責制止丈夫和女兒在家務期間節外生枝的舉動。
黑田向日葵
演員：白鳥玉季
電視劇原創人物，是美久的女兒，也是阿龍的繼女。小學六年級生，阿龍非常疼愛他並視如己出。雖然非常聰明乖巧，但個性卻有點腹黑。

### 其他角色
真帆
美久的友人女兒，同樣是動漫角色Q娃的粉絲。因為生病住院療養的緣故，讓美久決定委託阿龍在探病期間合作演出角色扮演，結果被同樣是重度動漫迷的護士指正和要求兩者不可在醫院喧嘩。
茂
漫畫63話初登場，在社區經營中松診療所的醫生，醫術高超。在美久帶閃到腰的阿龍看診期間，給他開了一星期份量的藥。
虎春
聲優：小清水亜美（動畫）
演員：松本真理香
漫畫64話初登場，虎二郎的妹妹，惦記著兒時和兄長的回憶，投入研究甜甜圈的製法，任職於知名連鎖甜甜圈公司「Love Donuts」。因為兄長加入黑道和家族失去聯繫，意外在街上和兄長重逢後，準備特製甜甜圈給他，被阿龍指出該款甜甜圈的缺失，最終阿龍借用虎二郎的餐車製作甜甜圈給她試吃，令其甘拜下風。

## 宣傳影片
2018年8月3日，公布由津田健次郎替阿龍配音的單行本第1冊發售宣傳片。第2冊由鈴村健一替雅配音。第3冊宣傳影片沒有其他聲優客串。第4冊宣傳影片由細谷佳正替虎二郎配音。第5冊宣傳影片由木村昴替G-GODA配音。
2019年12月27日，公布由津田健次郎以及中優一郎演出的真人版阿龍以及警官，並由坂本真綾替美由配音的真人版預告片。

## 出版書籍
| 卷数 | 新潮社        | 新潮社                 | 東立出版社                   | 東立出版社                                                |
| 卷数 | 發售日期      | ISBN                   | 發售日期                     | EAN / ISBN                                                |
| ---- | ------------- | ---------------------- | ---------------------------- | --------------------------------------------------------- |
| 1    | 2018年8月9日  | ISBN 978-4-10-772104-4 | 2019年7月25日 2019年10月14日 | EAN 471-0945-55985-8（首刷附錄版） ISBN 978-957-263-261-1 |
| 2    | 2018年12月7日 | ISBN 978-4-10-772137-2 | 2019年8月23日 2019年10月14日 | EAN 471-0945-56095-3（首刷附錄版） ISBN 978-957-263-262-8 |
| 3    | 2019年6月8日  | ISBN 978-4-10-772191-4 | 2020年6月11日                | ISBN 978-957-26-4221-4                                    |
| 4    | 2019年12月9日 | ISBN 978-4-10-772238-6 | 2021年4月1日                 | ISBN 978-957-26-5096-7                                    |
| 5    | 2020年6月9日  | ISBN 978-4-10-772291-1 | 2021年5月17日                | ISBN 978-957-26-5491-0                                    |
| 6    | 2020年11月9日 | ISBN 978-4-10-772338-0 | 2021年12月2日                | ISBN 978-957-26-6132-1                                    |
| 7    | 2021年3月9日  | ISBN 978-4-10-772368-0 | 2022年3月3日                 | ISBN 978-957-26-6793-4                                    |
| 8    | 2021年9月9日  | ISBN 978-4-10-772419-9 | 2023年1月3日                 | ISBN 978-957-26-9121-2                                    |
| 9    | 2022年3月9日  | ISBN 978-4-10-772482-3 | 2023年10月13日               | ISBN 978-957-26-9122-9                                    |
| 10   | 2022年7月7日  | ISBN 978-4-10-772516-5 | 2025年8月8日                 | ISBN 978-626-718-535-3                                    |
| 11   | 2023年1月7日  | ISBN 978-4-10-772562-2 |                              |                                                           |
| 12   | 2023年7月7日  | ISBN 978-4-10-772619-3 |                              |                                                           |
| 13   | 2023年12月8日 | ISBN 978-4-10-772672-8 |                              |                                                           |
| 14   | 2024年5月9日  | ISBN 978-4-10-772714-5 |                              |                                                           |
| 15   | 2025年1月8日  | ISBN 978-4-10-772788-6 |                              |                                                           |

## 得獎紀錄
| 發手年份 | 獎項                         | 部門         | 結果 |
| -------- | ---------------------------- | ------------ | ---- |
| 2018     | 這本漫畫真厲害！2019         | 男生篇       | 8位  |
| 2018     | 第4回次にくるマンガ大賞      | 網路漫畫部門 | 3位  |
| 2019     | 大眾票選TSUTAYA漫畫大獎 2019 | －           | 5位  |
| 2019     | 全國書店店員推薦漫畫         | －           | 2位  |

## 電視劇
由讀賣電視台製作・從2020年10月11日起，於日本電視系每周日22:30 到 23:25分「週日電視劇」中推出本作的電視劇。主演是玉木宏，編劇是宇田學。
2020年10月24日起，由緯來日本台於每周六晚上10點播放本作電視劇。
另外第5話播放結束後，在Hulu上播出原創故事｢3年辰組 極道主夫老師｣（全6話）。

### 登場角色
- 黑田龍 - 玉木宏（香港配音：郭俊廷）
- 黑田美久 - 川口春奈（香港配音：羅婉楓）
- 赤宮雅 - 志尊淳（香港配音：譚禹晋）
- 酒井樹 - 古川雄大（香港配音：張振熙）
- 佐渡島 - 安井順平（香港配音：郭浩勤）
- 大前由佳里 - 玉城蒂娜[32]（香港配音：楊樂瑤）
- 黑田向日葵 - 白鳥玉季[33]（香港配音：楊樂瑤）
- 白川虎二郎 - 瀧藤賢一[34]（香港配音：周鑫霆）
- 江口菊次郎 - 竹中直人[35]（香港配音：楊耀泰）
- 江口雲雀 - 稻森泉[35]（香港配音：鄭家蕙）
- 大城山國光 - 橋本潤[36]（香港配音：陳力航）
- 田中和子 - MEGUMI[36]（香港配音：顧詠雪）
- 大田佳世 - 田中道子[36]（香港配音：馮詠恩）
- 佐渡島 - 安井順平[36]（香港配音：陳力航）
- 井田昇 - 中川大輔[36]（香港配音：張添勝）
- 岡野純 - 片岡久迪[36]（香港配音：鄧晟鈞）
- 遠野誠 - 水橋研二[36]（香港配音：張振熙）
- 三宅亮 - 本多力[36]（香港配音：陳力航）
- 立花雪 - 新津知世[36]（粵語配音：吳茵）
- 阿銀 - 真白[37]
- 西裝店店員- COOKIE!（香港配音：鄧晟鈞）

### 客串演員
- 第1話
  - 料理教室的老師 - 和田明日香（香港配音：王夢華）
- 第2話

山本明美（水龍町婦女會會長） - 映美くらら（香港配音：王綺婷）
- 第3話

千金樂壽喜（PTA會長） - 鈴木浩介（香港配音：陳啟熾）
千金樂綾香 - 鈴木亞美（香港配音：王夢華）
千金樂富雄 - 田村優祈（香港配音：馮詠恩）
- 第4話
  - 美久之母 - 江原由希子 [39]（香港配音：王夢華）
  - 美久之父 - 正名僕藏[39]（香港配音：郭浩勤）
  - 美久的上司 - 今野浩喜（香港配音：劉達斌）
  - 肉店老闆- 永野宗典（香港配音：张振熙）
- 第5話
  - 開車擦撞到阿龍的女性 - 林戈瓚（粵語配音：吳茵）
  - 美久在餐厅工作時的同事 - 大原優乃（粵語配音：吳茵）
- 第6話
  - 本人 - 大野雄大（Da-iCE）（香港配音：鄧晟鈞）
  - 本人 - 岩岡徹（Da-iCE）（香港配音：鄧燦陽）
  - 武治 - 柳俊太郎（香港配音：伍博民）
- 第7話
  - 波麗嬌娃（配音） - 内田真禮[40]（香港配音：顧詠雪）
  - くまさんベアーズ・大熊 - 坂井良多（鬼越トマホーク）[41]（香港配音：周鑫霆）
  - 佐渡島的上司 - 藤原光博（リットン調査団）[41]（香港配音：李家傑）
  - 玩具店店長 - 山本博（ロバート）[41]（香港配音：陳力航）
- 第8話
  - 福田（八龍會理事長）- 石田光[42]（香港配音：梁瑞芬）
  - 麗莎（咖啡店老闆）- 馬場富美加[43]（香港配音：杨婉潼）
  - 店員1 - 山谷花純[43]（粵語配音：吳茵）
  - 店員2 - 川口葵[43]（香港配音：王夢華）
- 第9話
  - 醫師- 真島秀和（粵語配音：張振熙）
  - 向日葵朋友的母親- 國生小百合（粵語配音：吳茵）
  - 阿京（商店街的情報屋） - 水野美紀（香港配音：王夢華）
- 完結篇
  - 感冒病毒 - 蝶野正洋（香港配音：郭浩勤）

#### 客串旁白
（香港配音：杨耀泰）
- 大塚明夫（第1話）[44]
- 日野聰（第2話）[45]
- 津田健次郎（第4話）[46]
- 山寺宏一（第9話）
- 竹内涼真（完結篇）

### 工作人員
- 原作 - おおのこうすけ 『極道主夫』（Kurage Bunch / 新潮社連載中）
- 劇本 - 宇田學
- 導演 - 瑠東東一郎
- 音樂 - 瀨川英史
- 主題曲 - Da-iCE「CITRUS」（avex trax）[47]
- 原聲帶設計 - 石井和之
- 人體彩繪 - 竹林弘、竹林美奈子
- 法律監修 - 室谷光一郎、堀之内佳奈
- 方言指導 - 山本篤、藤原未来
- 家事監修 - 高橋ゆき（株式会社ベアーズ）
- 特殊假髮 - 江川悦子（Make-Up Dimensions）
- 動作指導 - 富田稔
- 首席製作人 - 前西和成
- 製作人- 中山喬詞、清家優輝（FINE Entertainment）
- 共同製作 - 池田健司（日本電視台）
- 製作協力 - FINE Entertainment
- 製作著作 - 讀賣電視台

### 播放集數
| 話數                                                                  | 播放日   | 標題 | 劇本   | 導演       | 收視率 |
| --------------------------------------------------------------------- | -------- | ---- | ------ | ---------- | ------ |
| 第1話                                                                 | 10月11日 |      | 宇田學 | 瑠東東一郎 | 11.8%  |
| 第2話                                                                 | 10月18日 |      | 宇田學 | 内藤瑛亮   | 10.1%  |
| 第3話                                                                 | 10月25日 |      | モラル | 内藤瑛亮   | 9.2%   |
| 第4話                                                                 | 11月01日 |      | 宇田學 | 瑠東東一郎 | 9.8%   |
| 第5話                                                                 | 11月08日 |      | 宇田學 | 瑠東東一郎 | 9.6%   |
| 第6話                                                                 | 11月15日 |      | モラル | 本田隆一   | 8.6%   |
| 第7話                                                                 | 11月22日 |      | モラル | 本田隆一   | 7.4%   |
| 第8話                                                                 | 11月29日 |      | モラル | 本田隆一   | 8.3%   |
| 第9話                                                                 | 12月06日 |      | 宇田学 | 瑠東東一郎 | 7.7%   |
| 第10話(最終話)                                                        | 12月13日 |      | 宇田学 | 瑠東東一郎 | 9.7%   |
| 平均視聴率 9.2%（收視率由Video Research實際調查關東地區、世帶的數據） |          |      |        |            |        |

## 真人電影
《極道主夫 THE CINEMA》是2022年6月3日上映的日本電影。延續電視劇的設定，由玉木宏主演。

### 登場人物（電影）
- 黑田龍：玉木宏（台灣配音：宋克軍）
- 黑田美久：川口春奈（台灣配音：楊凱凱）
- 赤宮雅：志尊淳（台灣配音：何志威）
- 酒井樹：古川雄大
- 大前由佳里：玉城蒂娜（台灣配音：詹雅菁）
- 田中和子：MEGUMI（台灣配音：詹雅菁）
- 佐渡島幸平：安井順平（台灣配音：何志威）
- 太田佳世：田中道子
- 黒田向日葵：白鳥玉季
- 遠野誠：水橋研二
- 三宅亮：本多力
- 老舖西裝店主：COOKIE!（台灣配音：何志威）
- 井田昇：中川大輔
- 岡野純：片岡久道
- 佳純：新川優愛
- 和馬：渡邊邦斗
- 山本：豬塚健太
- 加藤：藤田朋子
- 白石先生：安達祐實（台灣配音：馮嘉德）
- 大城山國光：橋本潤（台灣配音：宋克軍）
- 虎春：松本真理香
- 白川虎二郎：瀧藤賢一
- 近藤：吉田鋼太郎（特別出演）（台灣配音：曹冀魯）
- 江口雲雀：稻森泉（台灣配音：馮嘉德）
- 江口菊次郎：竹中直人（台灣配音：曹冀魯）
- 旁白：田中圭（台灣配音：何志威）

### 製作團隊（電影）
- 原作：（講談社BUNCH COMICS刊）
- 導演：瑠東東一郎
- 編劇：宇田学、瑠東東一郎
- 配樂：瀬川英史
- 主題曲：Creepy Nuts「2way nice guys」（Sony Music Labels）
- 製作：竹内寛、沢桂一、William Ireton、森川真行、葵てるよし
- 企画：高津英泰、宮本典博
- 首席製作人：前西和成、伊藤響
- 製作人：中山喬詞、清家優輝
- 共同製作人：吉田卓麻、伊藤卓哉
- 副製作人：今渕泰史、古林茉莉
- 撮影：高野学
- 照明：坂本心
- 錄音：池谷鉄兵
- 選曲：石井和之
- 音響効果：大塚智子
- 美術：別所晃吉
- 藝術總監：矢島幹之
- 装飾：早坂英明
- 服裝：木村美姫
- 髮型：花村枝美
- 剪輯：二宮心太
- 視覺效果：鎌田康介
- 場記：松田理沙子
- 副導演：松下敏也
- 制作担当：中村哲
- 制作監製：庄島智之
- 發行：Sony Pictures Entertainment
- 制作公司：FINE Entertainment
- 製作幹事：讀賣電視台
- 共同幹事：日本電視台放送網
- 製作：「極道主夫 THE CINEMA」製作委員会（讀賣電視台、日本電視台、Sony Pictures Entertainment、FINE Entertainment 、AOI Corporation、札幌電視台、宮城電視台、静岡第一電視台、中京電視台、廣島電視台、福岡放送、讀賣電視台・日本電視台系全国21社）

### 趣聞
電影版登場的松本真理香在裡面扮演一個操廣島腔的前女暴走族，她為了揣摩這個角色還去找真正的前女暴走族總長進行訪談。

## 網路動畫
2021年4月8日在Netflix播出前半部分。阿龍的配音繼續由在真人預告片扮演他的津田健次郎負責。後半部分則是於同年10月7日，同樣在Netflix上播出。
2023年1月1日在Netflix播出第二季。

### 工作人員
- 企畫・製作 - Netflix
- 原作：おおのこうすけ
- 導演、分鏡：今千秋
- 系列構成、編劇：山川進
- 美術監督 - 氏家こはく
- 色彩設計 - 日野亜朱佳
- 攝影監督 - 八木祐理奈
- 編輯 - 山岸歩奈美
- 音響監督 - 明田川仁
- 音樂- 吟
- 動畫製作統括 - 松倉友二
- 動畫製作製作人 - 松尾洸甫
- 動畫製作：J.C.STAFF

### 主題曲
片頭曲「主夫之道」以及片尾曲「極・夫婦街道」（きわみ・めおとかいどう）作詞・作曲都是由大澤敦史負責，編曲・歌唱則由打首獄門同好會負責。
另外插入曲「クライムキャッチポリキュア☆」，作詞・作曲・編曲由吟負責、歌唱由今千秋負責。

### 爭議
在中國動畫影視平台Bilibili播出的版本中，因為中國廣電總局推出先審後播的制度，導致主角阿龍在第1集露出的刺青畫面，因為被認為違反善良風俗而遭全部移除成只有露出肌肉的畫面。

### 衍生短劇
2021年8月29日在Netflix播出，標題為「極道工夫」，是本作的衍生短劇，由阿龍的聲優津田健次郎本人親自演出。描述他追求做家事的極致之道以及快樂地跟貓一起玩的日常生活。一共10集。

## 外部連結
漫画
- 極主夫道｜くらげバンチ （页面存档备份，存于）

電視劇
- 【官網】極主夫道 | 讀賣電視台 （页面存档备份，存于）
  - 電視劇『極主夫道』【官方】的X（前Twitter）
  - 電視劇『極主夫道』【官方】的Instagram帳戶
- 【官網】極道主夫 | 緯來日本台 （页面存档备份，存于）

電影
- 『極道主夫 THE CINEMA』官方網站 （页面存档备份，存于）

動畫
- 極道主夫 - Netflix

| 日本 日本電視台 週日連續劇                     | 日本 日本電視台 週日連續劇                          | 日本 日本電視台 週日連續劇 |
| ---------------------------------------------- | --------------------------------------------------- | -------------------------- |
|                                                | 極道主夫 （2020年10月11日－2020年12月13日）         |                            |
| 寵女青春白皮書 （2020年8月2日－2020年9月13日） | 與你在世界終結之日 （2021年1月17日－2021年3月21日） |                            |

| 臺灣 緯來日本台 週一至週五晚間十點   | 臺灣 緯來日本台 週一至週五晚間十點                | 臺灣 緯來日本台 週一至週五晚間十點 |
| ------------------------------------ | ------------------------------------------------- | ---------------------------------- |
|                                      | 極道主夫 （2020年10月24日－2020年12月26日）       |                                    |
| 半澤直樹2 （2020年8月8日－10月17日） | 宅女兒交不到男友 （2021年1月16日－2021年3月27日） |                                    |